# Wimbledon 2014 – ženská čtyřhra legend
Ženská čtyřhra legend na londýnském grandslamu ve Wimbledon 2014 byla hrána v rámci dvou čtyřčlenných skupin. V základní skupině se páry utkaly systémem „každý s každým“. Vítězná dvojice z každé skupiny postoupila do finále.
Obhájcem titulu byl americko-švýcarský pár bývalých světových jedniček Lindsay Davenportové a Martiny Hingisové, jehož členky nestartovaly společně. Hingisová nastoupila do současně probíhající ženské čtyřhry. Spoluhráčkou Davenportové se stala krajanka Mary Joe Fernandezová, s níž nepostoupila ze základní skupiny.
Soutěž vyhrála česko-rakouská dvojice Jana Novotná a Barbara Schettová, která ve finále zdolala americko-tuniský pár Martina Navrátilová a Selima Sfarová po dvousetovém průběhu 6–0 a 7–6.

## Herní plán
| Legenda                                                       |                                                                        |                                                   |
| - Q – kvalifikant - WC – divoká karta - LL – šťastný poražený | - Alt – náhradník - SE – zvláštní výjimka - PR/SR – žebříčková ochrana | - w/o – bez boje - r – skreč - d – diskvalifikace |

### Finále
| Finále |                                 |   |    |  |
|        |                                 |   |    |  |
|        |                                 |   |    |  |
| A4     | Martina Navrátilová Selima Sfar | 0 | 62 |  |
| B3     | Jana Novotná Barbara Schettová  | 6 | 7  |  |

### Skupina A
|    |                                           | L Davenport MJ Fernandez | A Keothavong C Martínez | I Majoli M Malejevová | M Navrátilová S Sfarová | Zápasy | Sety | Hry   | Pořadí |
| A1 | Lindsay Davenportová Mary J. Fernandezová |                          | 6–3, 6–4                | 4–6, 7–5, [8–10]      | w/o                     | 1-2    | 3–2  | 23–19 | 3.     |
| A2 | Anne Keothavongová Conchita Martínezová   | 3–6, 4–6                 |                         | w/o                   | 0–6, 1–6                | 0–3    | 0–4  | 8–24  | 4.     |
| A3 | Iva Majoliová Magdalena Malejevová        | 7–5, 4–6, [10–8]         | w/o                     |                       | 3–6, 4–6                | 2–1    | 2–3  | 19–23 | 2.     |
| A4 | Martina Navrátilová Selima Sfarová        | w/o                      | 6–0, 6–1                | 6–3, 6–4              |                         | 3–0    | 4–0  | 24–8  | 1.     |

Pořadí bylo určeno na základě následujících kritérií: 1) počet vyhraných utkání; 2) počet odehraných utkání; 3) u dvou párů se stejným počtem výher rozhodoval vzájemný zápas; 4) u tří párů se stejným počtem výher rozhodovalo: a) procento vyhraných setů, b) procento vyhraných her; 5) rozhodnutí řídící komise.

### Skupina B
Pořadí bylo určeno na základě následujících kritérií: 1) počet vyhraných utkání; 2) počet odehraných utkání; 3) u dvou párů se stejným počtem výher rozhodoval vzájemný zápas; 4) u tří párů se stejným počtem výher rozhodovalo: a) procento vyhraných setů, b) procento vyhraných her; 5) rozhodnutí řídící komise.